# Nijnevartovsk
Nijnevartovsk (ru. Нижневартовск) este un oraș din districtul autonom Hantî-Mansi, Federația Rusă și numără o populație de 265.994 locuitori (2014). Orașul se află pe fluviul Obi și este un important centru al industriei petroliere și unul dintre cele mai bogate orașe ale Federației Ruse.